# Малоромановка
Малоромановка — упразднённое село в Кулундинском районе Алтайского края. Входило в состав Октябрьского сельсовета. Ликвидировано в 1977 году.

## География
Располагалось у южного берега озера Малые Табуны.

## История
Основано в 1909 году. В 1928 году посёлок Мало-Романовский состоял из 149 хозяйств, центр Мало-Романовкского сельсовета Славгородского района Славгородского округа Сибирского края, основное население — украинцы. Колхоз «Искра».

## Население
| год     | 1928 | 1949 | 1955 | 1959 |
| ------- | ---- | ---- | ---- | ---- |
| человек | 755  | 164  | 160  | 159  |